# Leymus triticoides
Leymus triticoides là một loài thực vật có hoa trong họ Hòa thảo. Loài này được (Buckley) Pilg. mô tả khoa học đầu tiên năm 1947.

## Hình ảnh

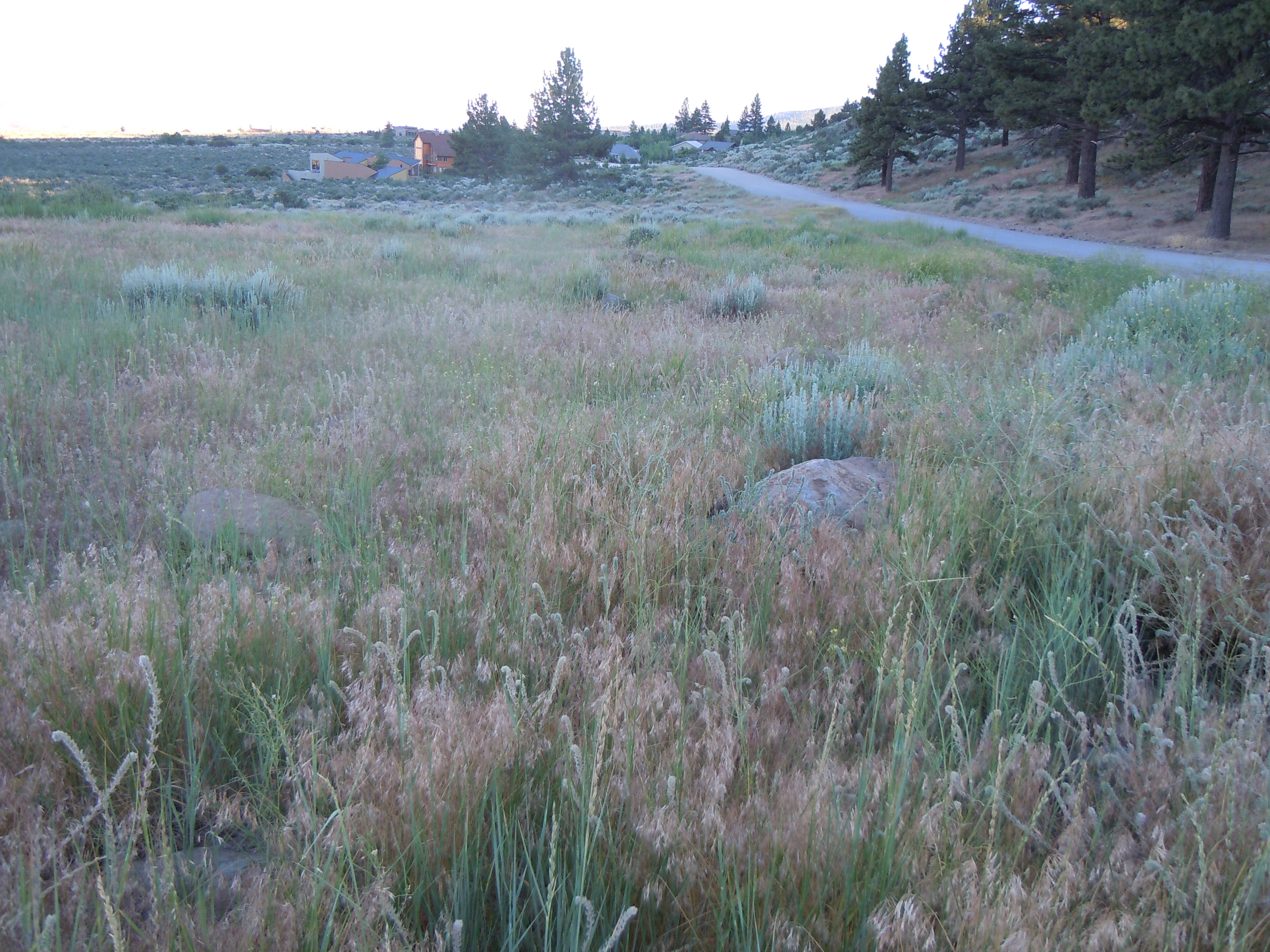
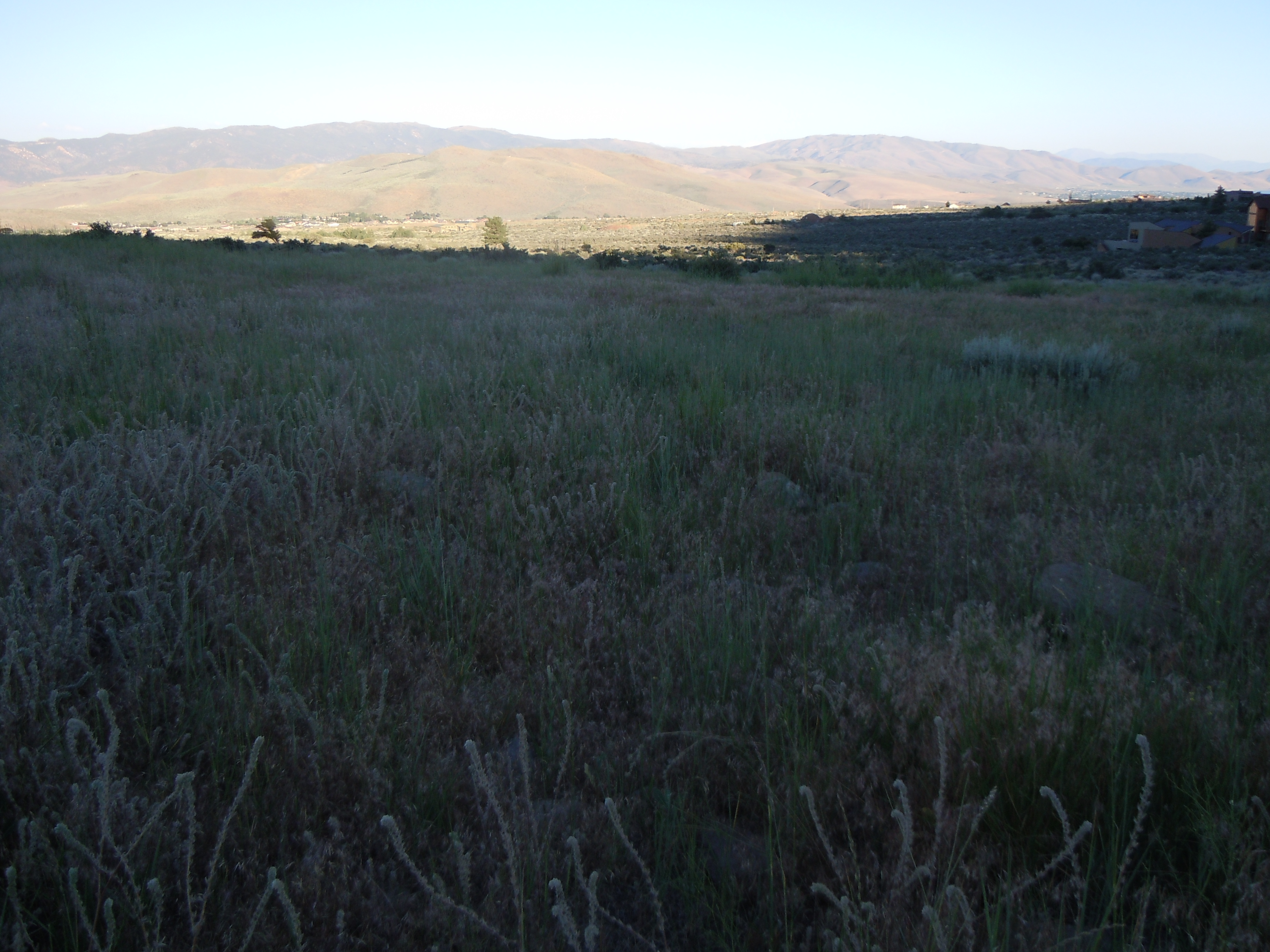
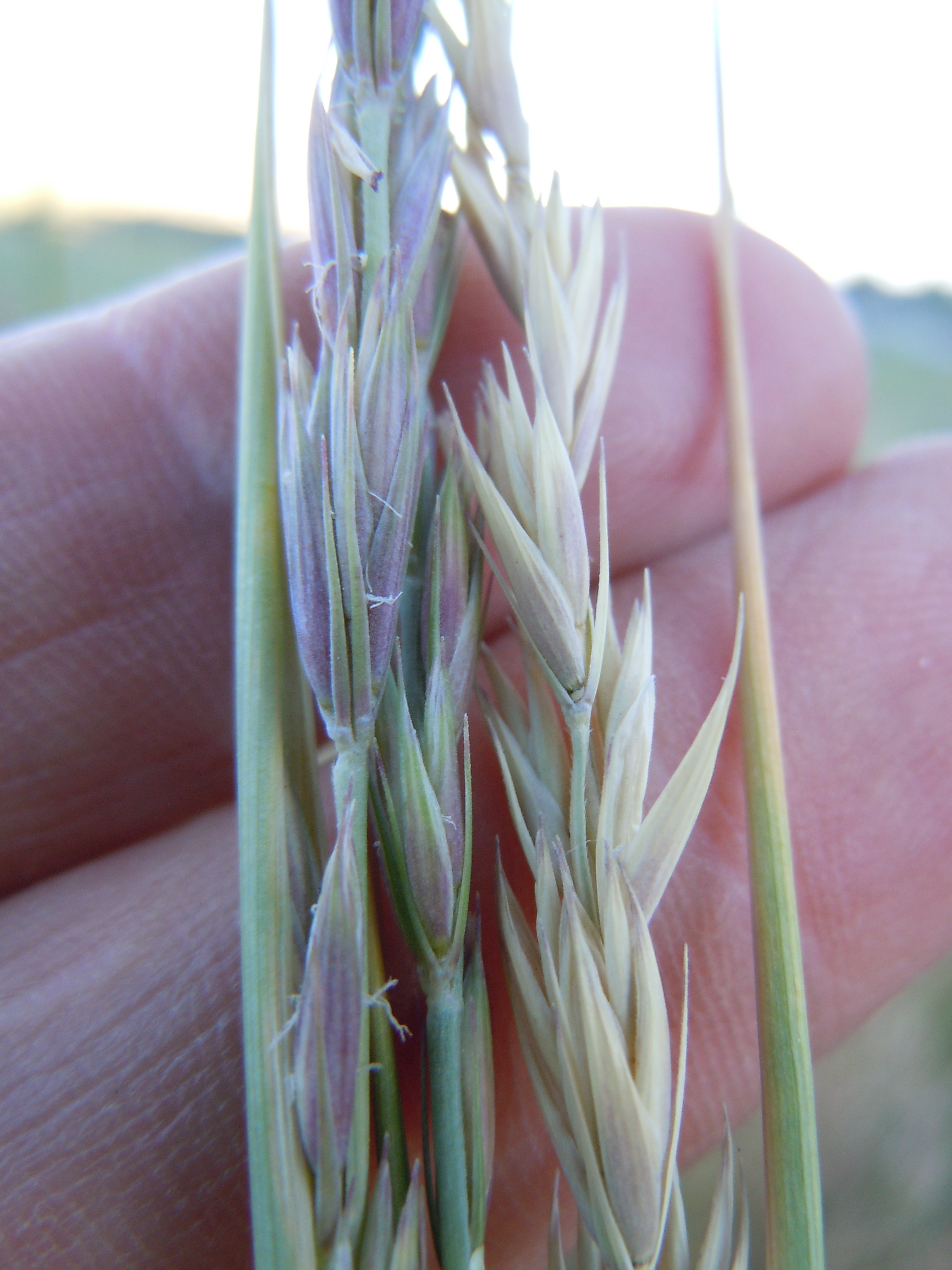
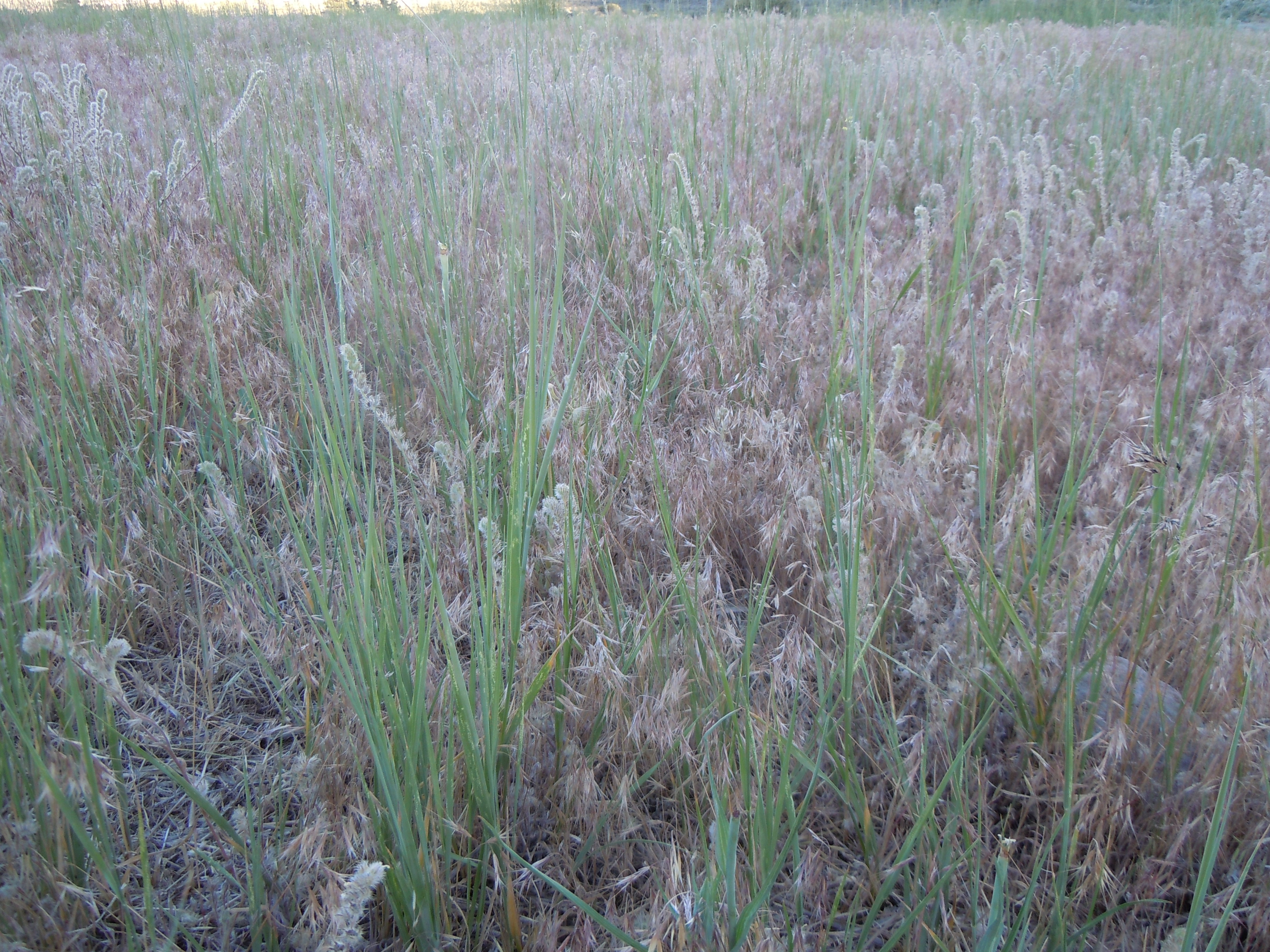